# François Louis, Prinț de Conti
François Louis de Bourbon, Prinț de Conti (n. 30 aprilie 1664, Paris, Regatul Franței – d. 22 februarie 1709, Paris, Regatul Franței) a fost Prinț de Conti, după ce i-a succedat fratelui său Louis Armand I, Prinț de Conti în 1685. Până la această dată el a folosit titlul de Prinț de La Roche-sur-Yon. A fost fiul lui Armand de Bourbon și Anne Marie Martinozzi, nepoata cardinalului Jules Mazarin.
A fost cel mai faimos membru al familiei Bourbon-Conti, ramura mai tânără a Prinților de Condé. Ca membru al familiei regale Casa de Bourbon, a fost prinț de sânge.

## Biografie

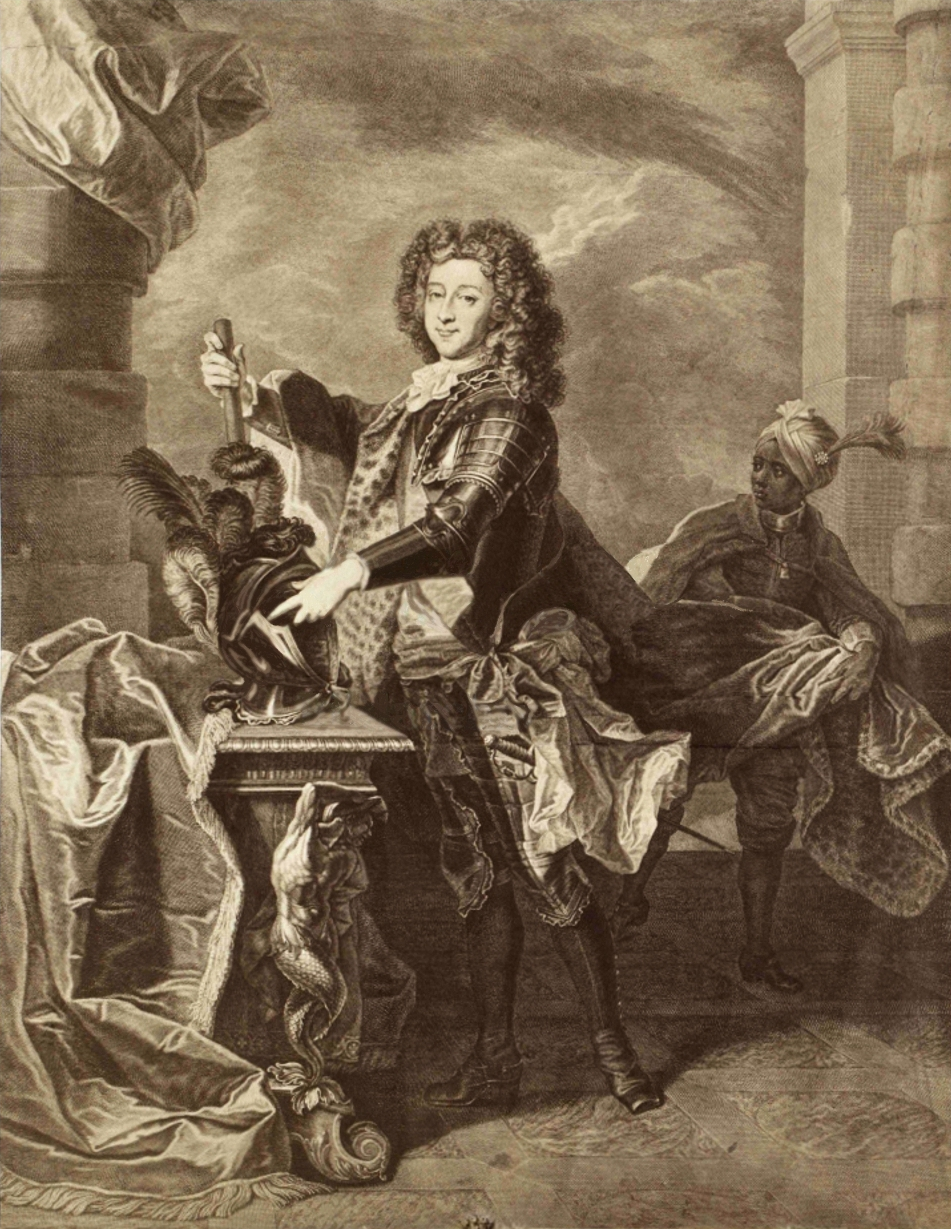

Născut la Hôtel de Conti din Paris, a fost ultimul copil al părinților săi, Armand de Bourbon și Anne Marie Martinozzi. A fost botezat în ziua nașterii sale la biserica Saint-Sulpice avându-i drept nași pe unchiul său, le Grand Condé și ducesa de Longueville.
A avut un frate mai mare, Louis Armand (1661–1685) care s-a căsătorit cu Marie Anne de Bourbon, fiica nelegitimă a regelui Ludovic al XIV-lea și a metresei sale, Louise de La Vallière. 
Orfan de tată de la vârsta de 2 ani și de mamă de la 8 ani, a fost crescut la curtea unchiului său, le Grand Condé, împreună cu fratele său. Considerat un copil inteligent, el a primit o educație excelentă și s-a distins atât spiritul său cât și prin manierele sale. 
În 1683, a participat împreună cu fratele său la asediile de la Courtrai și Dixmude, și s-a distins în anul următor în asediul de la Luxemburg, unde a atacat o fortăreață fiind în fruntea grenadierilor săi.
François Louis a fost protejatul unchiului său, cu a cărui nepoată, Marie Thérèse de Bourbon (1666–1732), s-a căsătorit la Palatul Versailles, la 22 ianuarie 1688. Marie Thérèse avea 22 de ani iar el 24. Împreună au avut șapte copii:
1. Marie Anne de Bourbon (18 aprilie 1689 - 21 martie 1720); s-a căsătorit cu Louis Henri, Duce de Bourbon, nu au avut copii.
2. copil (18 noiembrie 1693 - 22 noiembrie 1693).
3. Prințul de La Roche-sur-Yon (1 decembrie 1694 - 25 aprilie 1698) a murit în copilărie.
4. Louis Armand de Bourbon (10 noiembrie 1695 - 4 mai 1727); s-a căsătorit cu Louise Élisabeth de Bourbon, au avut copii.
5. Louise Adélaïde de Bourbon, Mademoiselle de La Roche-sur-Yon (2 noiembrie 1696 – 20 noiembrie 1750) a murit celibatară.
6. Mademoiselle d'Alais (19 noiembrie 1697 - 13 august 1699) a murit în copilărie.
7. Louis François de Bourbon, Conte de Alais (27 iulie 1703 - 21 ianuarie 1704) a murit în copilărie.

În 1697 Ludovic al XIV-lea i-a oferit coroana poloneză și la 27 iunie 1697 el a fost proclamat formal rege al Poloniei de cardinalul Radziejowski. Când a ajuns la Danzig, el l-a găsit pe rivalul său, August al II-lea, Elector de Saxonia, deja în posesia coroanei poloneze. Conti s-a întors în Franța.
1. ↑  Autoritatea BnF, accesat în 10 octombrie 2015